# Harpactea muscicola
Harpactea muscicola är en spindelart som först beskrevs av Simon 1882.  Harpactea muscicola ingår i släktet Harpactea och familjen ringögonspindlar. Inga underarter finns listade i Catalogue of Life.